# 조이스 반다
조이스 힐다 반다(Joyce Hilda Banda, 1950년 4월 12일~)는 말라위의 정치인이자 교육자로, 2009년부터 2012년까지 말라위의 부통령으로 재직하였다. 재직 중 빙구 와 무타리카 대통령의 서거로 대통령직을 승계했다.

## 역대 선거 결과
| 선거명      | 직책명          | 대수 | 정당       | 득표율 | 득표수      | 결과 | 당락 |
| ----------- | --------------- | ---- | ---------- | ------ | ----------- | ---- | ---- |
| 2009년 선거 | 말라위의 부통령 | 5대  | 민주진보당 | 66.17% | 2,963,820표 | 1위  |      |
| 2014년 선거 | 말라위의 대통령 | 5대  | 국민당     | 20.20% | 1,056,236표 | 3위  | 낙선 |